# Liste der Kulturdenkmale in Aichelberg (Landkreis Göppingen)

Wappen von Aichelberg

In der Liste der Kulturdenkmale in Aichelberg (Landkreis Göppingen) werden unbeweglichen Bau- und Kunstdenkmale in Aichelberg aufgelistet. Diese Liste ist noch unvollständig.

## Allgemein
- Bild: Zeigt ein ausgewähltes Bild aus Commons, „Weitere Bilder“ verweist auf die Bilder im Medienarchiv Wikimedia Commons.
- Bezeichnung: Nennt den Namen, die Bezeichnung oder die Art des Kulturdenkmals.
- Lage: Straßenname und Hausnummer oder Flurstücknummer des Kulturdenkmals, gegebenenfalls auch den Ortsteil. Die Grundsortierung der Liste erfolgt nach dieser Adresse. Der Link (Karte) führt zu verschiedenen Kartendiensten mit der Position des Kulturdenkmals. Fehlt dieser Link, wurden die Koordinaten noch nicht eingetragen. Sind diese bekannt, können sie über ein Tool mit einer Kartenansicht einfach nachgetragen werden. In dieser Kartenansicht sind Kulturdenkmale ohne Koordinaten mit einem roten bzw. orangen Marker dargestellt und können durch Verschieben auf die richtige Position in der Karte mit Koordinaten versehen werden. Kulturdenkmale ohne Bild sind an einem blauen bzw. roten Marker erkennbar.
- Datierung: Baubeginn, Fertigstellung, Datum der Erstnennung oder grobe zeitliche Einordnung entsprechend des Eintrags in der zuständigen Denkmaldatenbank (Landesamt für Denkmalpflege Baden-Württemberg).
- Beschreibung: Kurzcharakteristik des Kulturdenkmals.

## Liste
| Bild | Bezeichnung                         | Lage | Datierung       | Beschreibung | ID |
| ---- | ----------------------------------- | --- | --------------- | --- | -- |
|      | Burg Aichelberg                     | Flur Aichelberg (Flstnr. 59/2, 59/3, 59/4, 64/1, 64/2, 65, 66, 68, 69/2, 69/3, 70/1, 70/2, 71, 72, 72/1, 73-76, 77/1, 78, 80/1, 80/2, 81) (Karte) | 13. Jahrhundert | Die Ruine der Burg Aichelberg befindet südöstlich von Aichelberg auf der Spitze eines Vulkanschlots. Sie wurde von dem Adelsgeschlecht Aichelberg bewohnt und spätestens während des Deutschen Bauernkrieges unbewohnbar. Anschließend wurde die Burg als Steinbruch verwendet. Geschützt nach § 2 DSchG |    |
|      | Befestigungsanlage auf dem Turmberg | Flur Turmberg (Flstnr. 1120) (Karte) |                 | Die Ruinen der Befestigungsanlage auf dem Turmberg, einem ehemaligen Vulkanschlot, befinden sich südöstlich der Stadt Aichelberg. Geschützt nach § 2 DSchG |    |